# Maechidius pilosus
Maechidius pilosus är en skalbaggsart som beskrevs av Blackburn 1898. Maechidius pilosus ingår i släktet Maechidius och familjen Melolonthidae. Inga underarter finns listade i Catalogue of Life.